# Culicoides sikkimensis
Culicoides sikkimensis är en tvåvingeart som beskrevs av Gupta 1963. Culicoides sikkimensis ingår i släktet Culicoides och familjen svidknott. Inga underarter finns listade i Catalogue of Life.